# FN Большого Пса
FN Большого Пса (лат. FN Canis Majoris), HD 53974 — двойная звезда в созвездии Большого Пса на расстоянии (вычисленном из значения параллакса) приблизительно 3048 световых лет (около 935 парсеков) от Солнца. Видимая звёздная величина звезды — от +5,42m до +5,38m. Возраст звезды оценивается как около 6 млн лет.

## Характеристики
Первый компонент — бело-голубая пульсирующая переменная звезда типа Беты Цефея (BCEP) спектрального класса B0,5IV или B0,5III/IV. Масса — около 35,5 солнечных, светимость — около 690000 солнечных. Эффективная температура — около 33600 К.
Второй компонент удалён на 0,6 угловых секунд.